# Bennington (Schiff, 1944)
Die USS Bennington (CV-20/CVA-20/CVS-20) war ein Flugzeugträger der US-amerikanischen Marine. Das 1944 in Dienst genommene Schiff gehörte der aus insgesamt 24 Einheiten bestehenden Essex-Klasse an und kam in der Endphase des Zweiten Weltkrieges auf dem Pazifischen Kriegsschauplatz zum Einsatz. Die Bennington war das zweite Schiff in der Geschichte der US-Marine, das diesen Namen trug; Namensgeber war die Schlacht von Bennington. Der Bau des Flugzeugträgers wurde am 15. Dezember 1941 vom Kongress der Vereinigten Staaten autorisiert, und genau ein Jahr später, am 15. Dezember 1942, wurde die Bennington als zwölftes Schiff ihrer Klasse auf der New York Naval Shipyard in New York City (US-Bundesstaat New York) auf Kiel gelegt. Nach dem Stapellauf am 26. Februar 1944 erfolgte am 6. August 1944 die Indienststellung. Die Baukosten beliefen sich 1944 auf rund 77 Millionen US-Dollar, was inflationsbereinigt heutzutage (2012) knapp einer Milliarde US-Dollar entspräche. Erster Kommandant der Bennington war Captain James B. Sykes.

## Technische Details, Umbauten und Modifikationen
Die Bennington war bei der Indienstnahme maximal 265,78 m lang und 44,93 m breit (Breite des Flugdecks). Die Breite auf Höhe der Wasserlinie lag bei 28,35 m. Dies sind die ursprünglichen Parameter aus dem Jahre 1944 – diese Daten sind auch im nebenstehenden Informationsblock genutzt. Im Verlauf seiner Dienstzeit wurde der Flugzeugträger indessen mehrfach umgebaut und umklassifiziert, wobei sich die technischen Parameter leicht veränderten.
Nach einer zeitweiligen Versetzung des Schiffes in die Flottenreserve, erfolgte zwischen Oktober 1950 und November 1952 ein erster Umbau, der die maximale Wasserverdrängung der Bennington auf 40.600 ts anhob. Dieser Umbau im Rahmen des sogenannten SCB-27A-Programms ließ die maximale Länge auf 273,74 m und die Breite des Flugdecks auf 46,25 m anwachsen. Zudem kamen neue und leistungsfähigere Flugzeugkatapulte des Typs H-8 an Bord, welche Flugzeuge von bis zu 20 Tonnen Masse und damit auch die neu eingeführten Strahlflugzeuge der ersten Generation starten konnten. Ferner erhielt die Bennington stärkere Flugzeugaufzüge und Strahlabweiser für Jettriebwerke, zusätzliche Klimaanlagen sowie neue Munitionsaufzüge. Die vor und achtern der Insel in Zwillingsturmschilden aufgestellten 12,7-cm-Geschütze Mark 12 L/38 wurden demontiert und durch 28 7,62-cm-Geschütze Mark 33 L/50 in 14 Doppellafetten ersetzt. Diese Kanonen ersetzten zudem alle leichten 4-cm- und 2-cm-Oerlikon-Flugabwehrkanonen. Da im Rahmen dieser Modifikationen die maximale Wasserverdrängung um etwa 11 % angestiegen war, die Maschinenanlage indessen jedoch unverändert geblieben war, sank die Höchstgeschwindigkeit des Trägers auf etwa 31,7 kn (knapp 59 km/h). Nach dem Abschluss der Umbauarbeiten erhielt die nun als sogenannter Angriffsträger klassifizierte Bennington die neue Kennung CVA-20. Da sich nun neue und größere Strahlflugzeuge an Bord befanden, sank die Zahl der mitgeführten Flugzeuge von rund 100 auf etwa 70.

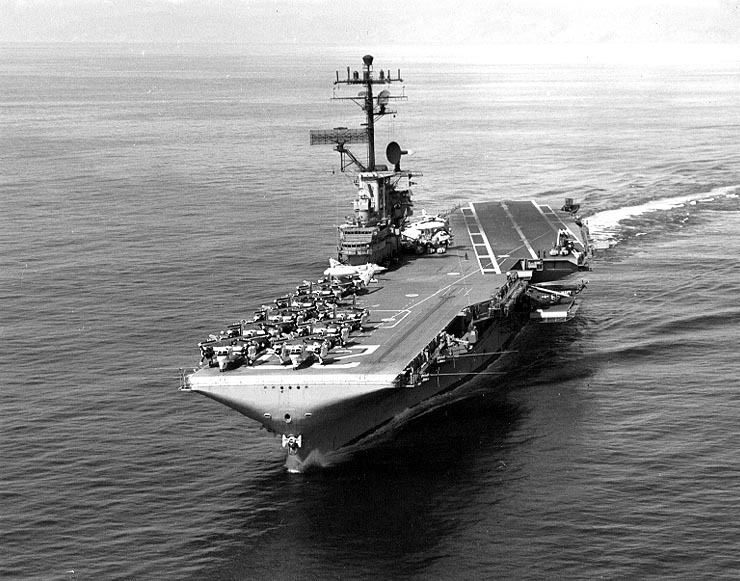
Die Bennington mit Winkeldeck nach dem SCB-125-Programm (um 1965)

Zwischen Juni 1954 und April 1955 wurde die Bennington bei der New York Naval Shipyard einem erneuten Umbau unterzogen (SCB-125-Programm), wobei der Flugzeugträger ein neues Winkeldeck erhielt. Zudem wurde der hintere und vormals zentral im Deck liegende Flugzeugaufzug an die Steuerbordseite des Flugdecks versetzt (etwa 60 m hinter der Insel). Diese Umbauarbeiten ließen die Wasserverdrängung nochmals leicht ansteigen, so dass die Maximalverdrängung um 1955 nun bei knapp 44.000 ts lag. Während die Länge mit 271,27 m kaum verändert wurde, betrug die Gesamtbreite infolge des neuen Winkeldecks nach dem Umbau 59,74 m (April 1955). Obgleich noch als Angriffsträger mit der Kennung CVA-20 klassifiziert, wurde die Bennington ab dem 30. Juni 1959 als Flugzeugträger für die U-Boot-Jagd eingesetzt und erhielt infolgedessen ab 1959 die neue Kennung CVS-20. Die Zahl der mitgeführten Flugzeuge lag ab dieser Zeit bei etwa 50 bis maximal 70 Maschinen. Nach diesen zahlreichen Modifikationen lag die Besatzungsstärke ab etwa Ende der 1950er Jahre bei etwa 2.300 Mann.

### Flugzeugausstattung
Nach der Indienstnahme 1944 bestand die sogenannte Carrier Air Group an Bord der Bennington (Carrier Air Group 82) aus vier Bomberstaffeln (VB-82), ausgestattet mit Sturzkampfbombern des Typs Curtiss SB2C Helldiver, einer Staffel Torpedobomber (VT-82) mit Grumman TBF sowie drei Jagdstaffeln (VF-82). Während eine dieser Staffeln zur US-Marine gehörte und mit Jagdflugzeugen des Typs Grumman F6F Hellcat ausgerüstet war, gehörten zwei Staffeln (VMF-112 und VMF-123) zum United States Marine Corps und flogen teilweise Maschinen vom Typ F4U Corsair. Die höchste Anzahl an Flugzeugen an Bord der Bennington wurde im März 1945 erreicht (102 Maschinen, darunter 18 F4U).
Etwa ab Beginn der 1950er Jahre waren auf der nun als Angriffsträger klassifizierten und eingesetzten Bennington je eine Staffel Jagdbomber North American FJ3 Fury, Grumman F9F Cougar und McDonnell F2H Banshee sowie Douglas A-1 stationiert. Dazu kamen noch eine Staffel zweimotoriger Bomber North American AJ-2 Savage, die auch als Atomwaffenträger konzipiert waren, sowie Frühwarnflugzeuge und Aufklärer des Typs F9F-8P (eine Sonderausführung der Grumman F9F). Für Rettungs-, Bergungs- und Transportaufgaben standen ferner zwölf Hubschrauber Sikorsky H-19 Chickasaw zur Verfügung. Mitte der 1950er Jahre wurden auch Flugzeuge der Muster Vought F-8 Crusader, Douglas A-4 und F11 Tiger, die einen Teil der zuvor eingesetzten und teils bereits veralteten Strahlflugzeuge der ersten Generation sowie die AJ-2-Bomber ablösten, von Bord der Bennington aus eingesetzt.
Nach 1960, nach der Umklassifizierung der Bennington zu einem U-Jagd-Träger, befanden sich zwei Staffeln S2F Tracker-U-Jagd-Flugzeuge und zunächst eine Staffel Sikorsky SH-34-Hubschrauber an Bord. Später wurden diese Helikopter durch Maschinen des Typs Sikorsky SH-3A Sea King ersetzt.

## Einsatzzeit
Nach der Indienststellung wurde die Bennington zunächst vor der US-Ostküste und in der Karibik einer rund drei Monate dauernden Test- und Erprobungsphase unterzogen. Im Dezember 1944 erfolgte schließlich die Detachierung des Flugzeugträgers zur US-Pazifikflotte. Nachdem am 21. Dezember 1944 der Panamakanal passiert worden war, erreichte die Bennington am 8. Januar 1945 Pearl Harbor.

### Pazifikkrieg 1945
Ab dem 8. Februar 1945 operierte die zur Task Force (TF) 58 (Vizeadmiral Marc Andrew Mitscher) abkommandierte Bennington, als Teil der untergeordneten Task Group (TG) 58.1 (Konteradmiral Joseph J. Clark), vom Ulithi-Atoll aus und nahm zwischen dem 10. und dem 18. Februar 1945 am ersten großen Angriff der Flugzeugträger der TF 58 gegen das Gebiet und das Umland von Tokio teil. Diese Attacken sollten unter anderem die zu dieser Zeit anlaufende US-Offensive gegen Iwojima unterstützen. Innerhalb von acht Tagen flogen Flugzeuge der TF 58 dabei 2.761 Einsätze. Maschinen der Bennington beteiligten sich dabei erstmals am 16. Februar 1945 an den Angriffen. Insgesamt flog die Carrier Air Group 82 des Trägers 41 Einsätze, wobei eine Curtiss Helldiver mit zwei Besatzungsmitgliedern (wahrscheinlich über dem Flugplatz Mikatagahara auf Honshū durch Jagdabwehr), eine F4U Corsair (über der Bucht von Tokio, ebenfalls durch Jagdabwehr) und eine Grumman TBF (über Chichi-jima, vermutlich durch Flakfeuer) in Verlust gerieten. Im Gegenzug konnten mindestens 13 japanische Flugzeuge sowie drei kleinere Patrouillenboote zerstört werden.
Ab dem 20. Februar 1945 flogen Flugzeuge der Bennington Luftnahunterstützung gegen japanische Ziele auf Iwojima, wo am 19. Februar die Landung amerikanischer Truppen begonnen hatte. Bis zum 23. Februar wurden dabei 63 Einsätze geflogen, wobei unter anderem die 4.000. Landung eines Flugzeuges auf der Bennington (inklusive aller Übungs- und Manöverlandungen) verzeichnet werden konnte. Von Mitte bis Ende März 1945 unternahmen Maschinen der Bennington erneut Angriffe gegen japanische Flugplätze auf Kyūshū und Honshū sowie auf Schiffsziele in der Seto-Inlandsee. Während dieser Missionen wurden bis Ende März 1945 mindestens 18 japanische Flugzeuge abgeschossen und weitere 39 am Boden zerstört. Die Bennington stand dabei zeitweise nur etwa 80 Seemeilen von der japanischen Küste entfernt. Die Verluste der Carrier Air Group 82 waren hierbei nur sehr gering; lediglich eine Helldiver des Trägers wurde am 18. März nahe Kanoya von japanischem Flakfeuer getroffen und abgeschossen. Beide Besatzungsangehörige der SB2C überlebten und kehrten nach dem Krieg wieder in die USA zurück.
Ab dem 1. April 1945 wurde die Bennington in die Schlacht um Okinawa miteinbezogen, wobei die Jagdflugzeuge des Trägers bis zum 6. April und ohne eigene Verluste mindestens 31 japanische Flugzeuge, zumeist Kamikaze-Maschinen, abschießen konnten. Am 7. April 1945 beteiligten sich Flugzeuge der Bennington zudem an der Abwehr des letzten operativen Vorstoßes der japanischen Flotte gegen Okinawa. Dabei versenkten beinahe 400 Trägerflugzeuge der TF 58 das Schlachtschiff Yamato, den Leichten Kreuzer Yahagi und vier Zerstörer, wobei über 3.500 japanische Seeleute den Tod fanden.

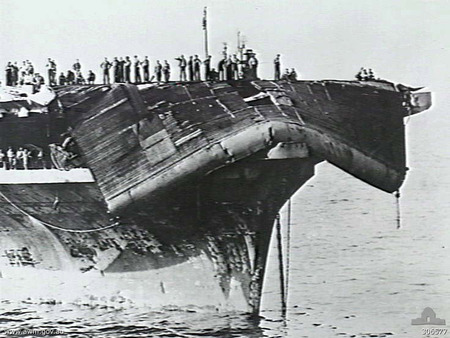
Das im Taifun beschädigte Flugdeck der Bennington (Juni 1945)

In der Folgezeit, bis Ende Mai 1945, griffen Flugzeuge der Bennington in regelmäßigen Abständen in die Landkämpfe auf Okinawa ein. Am 5. Juni 1945 indessen geriet der Flugzeugträger, mittlerweile Teil der TG 38.1 (nachdem die TF 58 in TF 38 umbenannt worden war), östlich von Okinawa in einen starken Taifun. Fast alle Schiffe der TG 38.1 erlitten mehr oder minder starke Beschädigungen. Die Bennington selbst musste erhebliche Schäden hinnehmen, unter anderem wurde das zu beiden Seiten über den Bug hinausragende Flugdeck um etwa 9 m nach unten gebogen, wodurch auch die Flugzeugkatapulte nicht mehr nutzbar waren. Der Träger wurde infolgedessen am 12. Juni 1945 durch den Flugzeugträger Bon Homme Richard abgelöst und nach Leyte beordert, wo bis Anfang Juli 1945 die notwendigen Reparaturen stattfanden.
In der Endphase des Pazifikkrieges griffen Flugzeuge der Bennington von Mitte Juli bis Anfang August 1945 nochmals Ziele auf den japanischen Mutterinseln an. Während der Unterzeichnung der Kapitulation Japans am 2. September 1945 an Bord des amerikanischen Schlachtschiffes Missouri in der Bucht von Tokio, überflogen in einer Machtdemonstration mehr als 1.500 Trägerflugzeuge, angeführt von Maschinen der Bennington, das Schlachtschiff und die dort versammelten US-Seestreitkräfte.

### Dienstzeit von 1946 bis 1954
Nachdem die Bennington im November 1945 nach den Vereinigten Staaten zurückgekehrt war, wurde der Träger im November 1946, nach einer Grundüberholung bei der Marinebasis Norfolk, zur Reserveflotte versetzt und für rund vier Jahre eingemottet. Im Herbst 1950 erging schließlich die Order, die Bennington gemäß den Anforderungen der neuen Strahlflugzeuge umzurüsten und wieder in Dienst zu stellen. Ab Oktober 1950 wurde der Flugzeugträger deswegen entsprechend dem SCB-27A-Programm umgebaut und im November 1952, unter dem Kommando von Captain David B. Young, wieder in Dienst gestellt. Die Bennington war nun als Angriffsträger klassifiziert und trug die neue Kennung CVA-20.
In den folgenden sechs Monaten absolvierte der Flugzeugträger zumeist Übungseinsätze mit den damals neuen Strahlflugzeugen, wobei am 18. Februar 1953 erstmals ein Kampfjet, eine Grumman F9F Cougar, auf der Bennington landete. Während weiterer Landemanöver geschah am 9. März 1953 ein beinahe verhängnisvoller Unfall, als eine F9F des Marine Corps die Landeseile verfehlte, die Sicherungsnetze der sogenannten „crash barrier“ durchbrach und in den geöffneten, vorderen Flugzeugaufzug stürzte. Die Maschine fiel auf eine weitere, auf dem Aufzug geparkte F9F, wobei beide Flugzeuge irreparabel beschädigt wurden. Obgleich das Triebwerk der in den Hangar gestürzten F9F noch eine Zeitlang lief, ereignete sich glücklicherweise keine Explosion. Der Pilot, Captain William H. Bezzell, überlebte den Zwischenfall und konnte unverletzt aus seiner Maschine entkommen. Insgesamt wurden etwa 40 Besatzungsmitglieder bei dem Vorfall leicht verletzt.
Ein weiterer und folgenschwererer Zwischenfall ereignete sich am 27. April 1953, während die Bennington östlich von Kuba kreuzte. Vermutlich infolge von Materialermüdung brach ein Rohr des vorderen Kessels No. 1 auf der Backbordseite und ausströmender Heißdampf tötete elf Angehörige des Maschinenraumpersonals. Vier weitere Seeleute erlitten schwere Verletzungen und mussten nach der Guantanamo Bay Naval Base ausgeflogen werden.

#### Die Katapultexplosion am 26. Mai 1954
Nach der Reparatur der bei der Explosion im Kesselraum entstandenen Schäden bei der New York Naval Shipyard setzte die Bennington ab Spätsommer 1953 ihre Ausbildungsfahrten fort, wobei das Schiff im Winter 1953/54 eine Besuchsreise ins Mittelmeer unternahm. Am Morgen des 26. Mai 1954 befand sich der Träger vor der Narragansett Bay und führte Start- und Landemanöver durch. Dabei kam es um 8.11 Uhr zu einer verheerenden Explosion des (hydraulischen) H-8-Flugzeugkatapultes auf der Backbordseite, welche wiederum zwei Folgeexplosionen auslöste. Die Druckwellen der Explosionen waren so heftig, dass im gesamten vorderen Schiffsdrittel Schotten blasenartig aufgewölbt und Trenntüren herausgerissen wurden. Deckenträger und Niedergänge wurden später teils wie Korkenzieher verdreht vorgefunden.
Nach den Explosionen wurde schnell ersichtlich, dass das bordeigene Lazarett mit der Unterbringung der vielen Verletzten völlig überfordert war, weswegen ab 9.25 Uhr im hinteren Teil des Hangardecks Feldbetten zur provisorischen Aufnahmen von Verwundeten aufgestellt wurden. Knapp zwei Stunden nach der Katastrophe trafen erste Rettungshubschrauber aus Quonset Point bei der Bennington ein und begannen mit dem Ausfliegen von Schwerstverletzten. Der Träger selbst erreichte aus eigener Kraft, wenngleich auch von fünf Schleppern unterstützt, um 12.33 Uhr Quonset Point.
Wie später rekonstruiert werden konnte, wurde die Katastrophe sehr wahrscheinlich durch ein Leck im Hydrauliksystem des Katapults verursacht. Obgleich die Hydraulikflüssigkeit selbst normalerweise nicht brennbar war, bildeten die Gase der Flüssigkeit mit der Umgebungsluft ein explosives Gas-Luft-Gemisch. Was letztlich dieses Gemisch entzündete, konnte nicht zur Sicherheit geklärt werden, da alle Besatzungsangehörigen in den betreffenden Räumen ums Leben kamen.
Das Desaster forderte insgesamt 103 Todesopfer und 201 Verwundete, darunter 139 Schwerverletzte, und gilt als das schwerste Unglück auf einem Kriegsschiff der United States Navy in Friedenszeiten. Zudem ist das Ereignis, nach der Forrestal-Katastrophe von 1967 (die sich während des Vietnamkriegs ereignete und somit nicht als ein Unfall in Friedenszeiten angesehen werden kann), das opferreichste Unglück an Bord eines amerikanischen Flugzeugträgers überhaupt. Während noch am 26. und am 27. Mai 1954 insgesamt 99 Todesopfer geborgen werden konnten, verstarben in den nachfolgenden Tagen und Wochen noch vier weitere Verwundete. Das letzte Opfer erlag am 10. Juni 1954 im Lazarett den erlittenen Verletzungen. Zum Gedenken an die Opfer auf der Bennington wurde im Fort Adams State Park in Newport (Rhode Island) ein Monument errichtet.

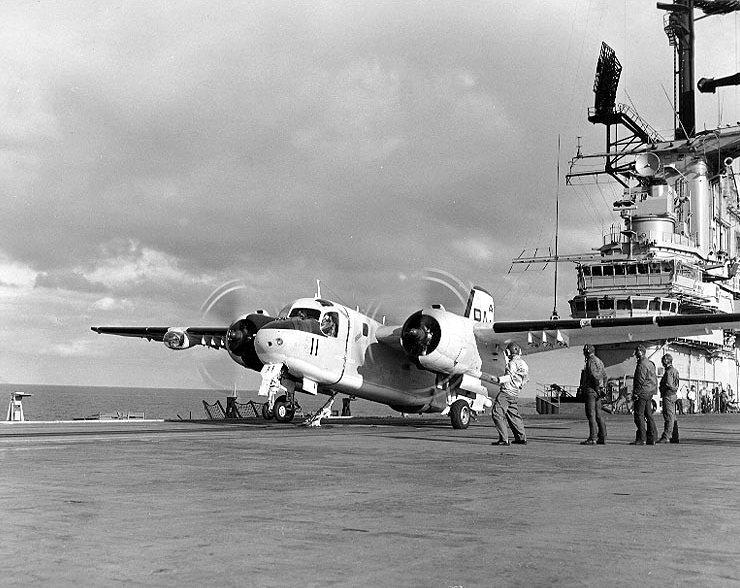
Ein U-Jagd-Flugzeug des Typs S2 Tracker einer Trainingseinheit kurz vor dem Start an Bord der Bennington (1967)

### Dienstzeit von 1955 bis 1966
Nach der folgenschweren Katapultexplosion wurde die Bennington im Juni 1954 bei der New York Naval Shipyard eingedockt und repariert. Dort wurde der Flugzeugträger bis April 1955 zugleich entsprechend dem SCB-125-Programm umgebaut und mit einem Winkeldeck ausgestattet. Nachdem im Mai 1955 mit Captain Paul F. Foley ein neuer Kommandant an Bord gekommen war, verlegte die Bennington im November 1955 nach dem japanischen Yokosuka. Die folgenden knapp vier Jahre verblieb der Träger auf der Station in Japan, wobei unter anderem das australische Sydney, Okinawa und Hawaii besucht wurden.
Nach einer Grundüberholung bei der Mare Island Naval Shipyard in Kalifornien zwischen März und Juni 1959, wurde die Bennington ab dem 30. Juni 1959 als U-Boot-Jagd-Flugzeugträger klassifiziert und erhielt die neue Kennung CVS-20. Bis Dezember 1960 führte das Schiff U-Jagd-Manöver vor der amerikanischen Westküste durch. Dabei kollidierte die Bennington am 11. August 1960 etwa 175 Seemeilen westlich von San Francisco mit dem amerikanischen Zerstörer USS Richard S. Edwards, wobei der Zerstörer beträchtliche Schäden erlitt. Die Bennington wurde bei der Kollision, die durch einen Ruderschaden an Bord der Richard S. Edwards verursacht worden war, nur leicht beschädigt. Personalverluste entstanden keine.
Im Januar 1961, infolge der drohenden Eskalation des Bürgerkrieges in Laos, bildete die zur 7. US-Flotte gehörende Bennington, gemeinsam mit den Flugzeugträgern Coral Sea und Lexington, eine Trägerkampfgruppe im südchinesischen Meer. Flugzeuge der drei Träger griffen zwar nicht in die Auseinandersetzungen in Laos ein, doch bewirkte diese Show of Force, dass sich die Lage im Land beruhigte. Im Juni 1961 wurde die Kampfgruppe infolgedessen wieder aufgelöst und die Bennington verlegte nach San Diego. Im Spätjahr 1961 wurde der Träger nach Bremerton detachiert und dort auf der Puget Sound Naval Shipyard bis März 1963 einem Umbau und einer Modernisierung gemäß dem FRAM II-Programm unterzogen.

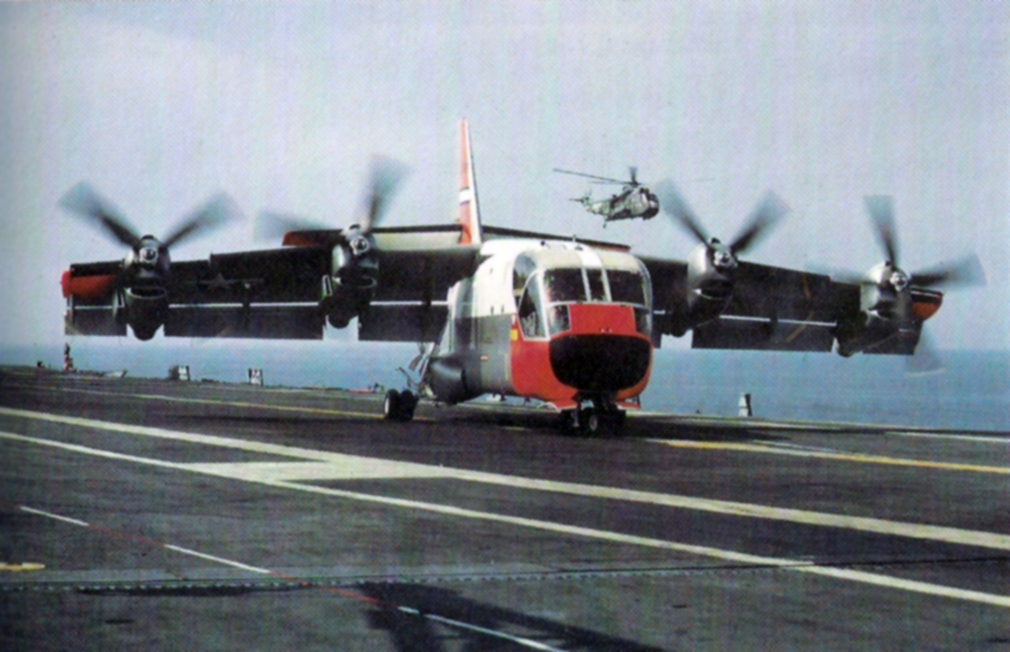
Ein VTOL-Versuchsflugzeug XC-142 landet auf der Bennington (1966)

Zwischen März 1963 und Januar 1965 unternahm die Bennington zwei Fahrten nach Asien, unter anderem wurde dabei Hongkong besucht. Im Dezember 1964 beteiligte sich der Träger außerdem an den Rettungseinsätzen nach der Flutkatastrophe in Kalifornien, hierbei flogen Hubschrauber des Schiffes 102 Transport- und Bergeeinsätze, zumeist ins Stadtgebiet oder ins Umland von Eureka. Nach einer weiteren Werftliegezeit bei der Long Beach Naval Shipyard 1965, diente die Bennington im Anschluss bis Mitte 1966 als Erprobungsschiff, wobei am 18. Mai 1966 die erste Landung eines VTOL-Flugzeuges des Typs Ling-Temco-Vought XC-142 auf der Bennington und damit auf einem Flugzeugträger überhaupt stattfand.

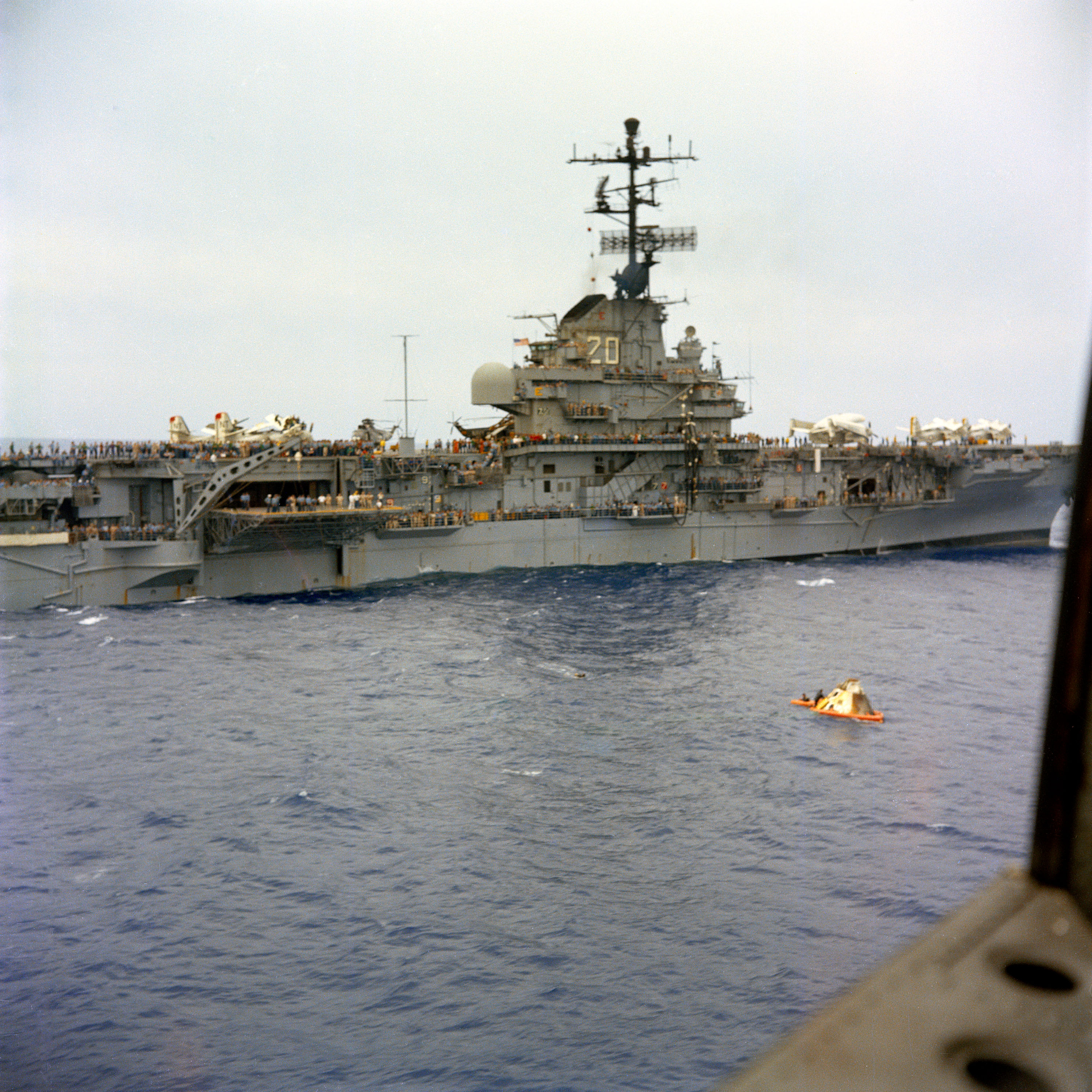
Die Bennington bei der Bergung der Apollo 4-Raumsonde (1967)

### Dienstzeit von 1966 bis 1970
Im November 1966 verlegte die Bennington über Hawaii und Sasebo nach der United States Naval Base Subic Bay (Philippinen) und operierte im Kontext des Vietnamkriegs in den Folgemonaten von dort aus vor der Küste von Vietnam auf der sogenannten Yankee Station. Das Schiff beteiligte sich nicht an direkten Luftangriffen, sondern absolvierte zumeist Bergungs- und U-Jagd-Operationen. Mehrere Hubschrauber des Trägers gerieten dabei in Verlust, jedoch nicht durch Feindeinwirkung. So stürzte etwa am 12. Januar 1967 eine SH-3A Sea King während einer Nachtoperation aus ungeklärten Gründen ins Meer. Zwei Besatzungsangehörige kamen dabei ums Leben, vier weitere erlitten Verletzungen. Im September 1967 wurde ferner die 100.000. Landung eines Flugzeuges auf der Bennington registriert.
Am 9. November 1967 barg der Flugzeugträger außerdem die zu Testzwecken ins All gebrachte (und noch unbemannte) amerikanische Raumsonde Apollo 4, die nach der Absolvierung von zwei Erdumrundungen etwa 940 Seemeilen nordwestlich von Honolulu planmäßig in den Pazifik gestürzt war. Ende 1968 wurde die Bennington schließlich wieder nach den Vereinigten Staaten zurückbeordert.
Nach mehreren Werftaufenthalten diente die Bennington ab Juni 1969 noch zeitweilig als Trainingsschiff für Trägerpiloten vor Long Beach. Während dieser Zeit fand die 112.000. Landung eines Flugzeuges auf der Bennington statt. Gleichwohl indessen ereignete sich am 25. Juni 1969 erneut ein tödlicher Unfall, als eine Douglas A-4 während eines Nachtflugmanövers aus nicht sicher geklärten Gründen kurz nach dem Start ins Meer stürzte, wobei der Pilot getötet wurde. Am 13. Oktober 1969 erging schließlich die Order, die Bennington in die Reserveflotte zu versetzen und einzumotten. Am 15. Januar 1970 schließlich wurde der Flugzeugträger in Bremerton außer Dienst gestellt.

## Verbleib
Für beinahe 20 Jahre verblieb die Bennington in eingemottetem Zustand in Bremerton, ehe sie am 20. September 1989 aus dem Flottenregister gestrichen wurde. Das mittlerweile stark verrottete Schiff wurde im Januar 1994 zum Verschrotten verkauft und im Dezember 1994, nachdem im September des gleichen Jahres in Bremerton bereits die Insel und die Flugzeugaufzüge entfernt worden waren, nach Indien geschleppt und dort auf den Abwrackwerften bei Alang bis Frühjahr 1995 zerlegt.

## Auszeichnungen

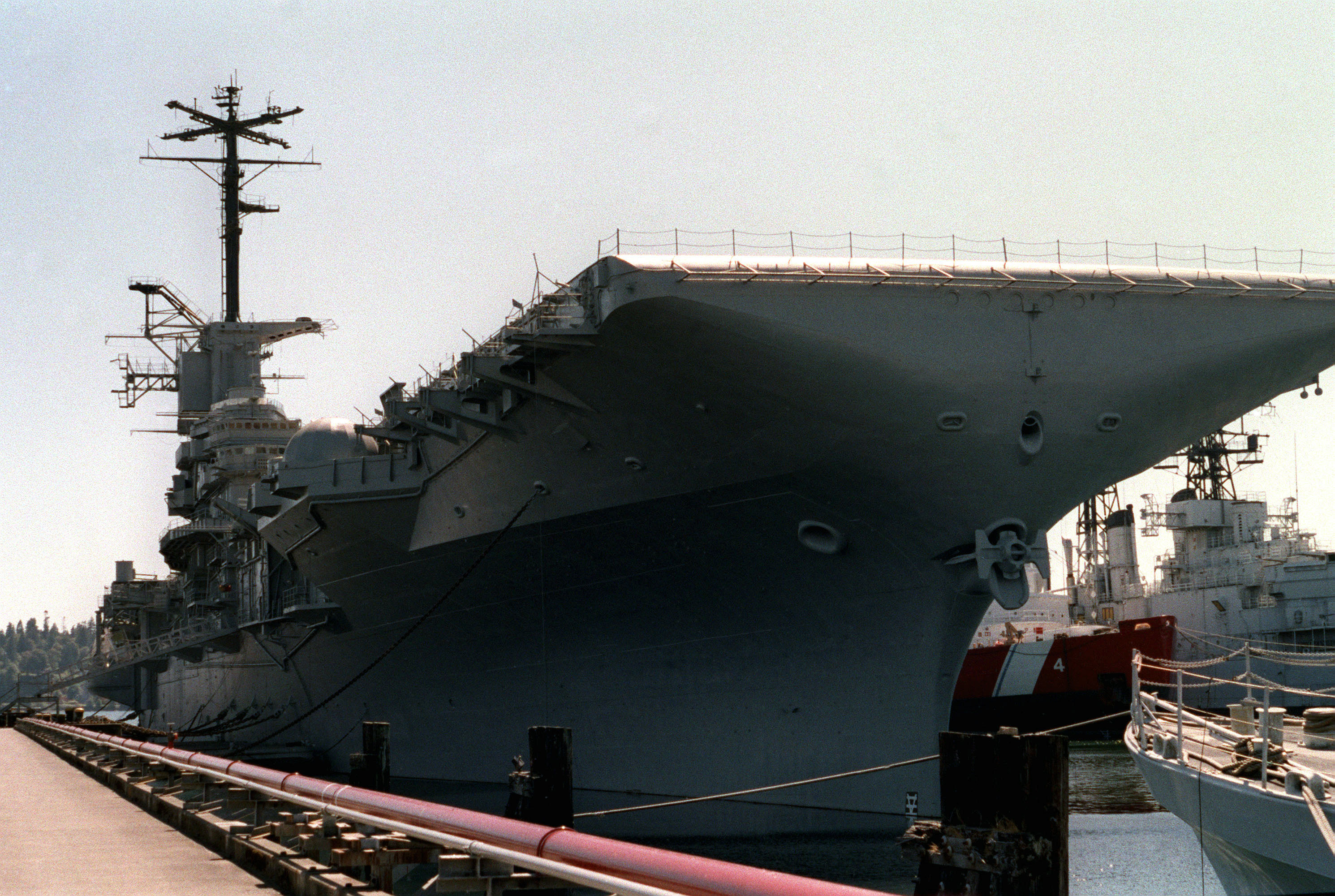
Die Bennington aufgelegt in Bremerton (1990)

Für ihre Einsätze im Zweiten Weltkrieg wurde die Bennington mit drei Battle Stars ausgezeichnet. Zudem wurde dem Träger zweimal eine Navy Meritorious Unit Commendation zuteil und wurden an ihn die World War II Victory Medal sowie die Asiatic-Pacific Campaign Medal verliehen.